# Gerichtsbezirk Ronsperg
Der Gerichtsbezirk Ronsperg (tschechisch: soudní okres Ronšperk) war ein dem Bezirksgericht Ronsperg unterstehender Gerichtsbezirk im Kronland Böhmen. Er umfasste Gebiete im Westen Böhmens im Okres Domažlice. Zentrum des Gerichtsbezirks war die Stadt Ronsperg (Ronšperk). Das Gebiet gehörte seit 1918 zur neu gegründeten Tschechoslowakei und ist seit 1991 Teil der Tschechischen Republik.

## Geschichte
Die ursprüngliche Patrimonialgerichtsbarkeit wurde im Kaisertum Österreich nach den Revolutionsjahren 1848/49 aufgehoben. An ihre Stelle traten die Bezirks-, Landes- und Oberlandesgerichte, die nach den Grundzüge des Justizministers geplant und deren Schaffung am 6. Juli 1849 von Kaiser Franz Joseph I. genehmigt wurde. Der Gerichtsbezirk Ronsperg gehörte zunächst zum Kreis Pilsen und umfasste 1854 die 27 Katastralgemeinden Bärnstein, Berg, Glaserau, Grafenried, Gramatin, Hoslau, Kleinsemlowic, Linz, Mauthaus, Metzling, Münchsdorf, Natschetin, Neid, Neubau, Rindl, Ronsperg, Schiefernau, Schillingkau, Schüttwa, Schwarzach, Stockau, Trohatin, Waldersgrün, Wilkenau, Wonischen, Wottawa und Zeisermühl.
Der Gerichtsbezirk Ronsperg bildete im Zuge der Trennung der politischen von der judikativen Verwaltung ab 1868 gemeinsam mit den Gerichtsbezirken Bischofteinitz (Horšovský Týn) und Hostau (Hostouň) den Bezirk Bischofteinitz.
Im Gerichtsbezirk Ronsperg lebten 1869 11.500 Menschen, 1900 waren es 11.434 Personen.
Der Gerichtsbezirk Ronsperg wies 1910 eine Bevölkerung von 12.170 Personen auf, von denen 11.984 Deutsch und lediglich 125 Tschechisch als Umgangssprache angaben. Im Gerichtsbezirk lebten zudem 61 Anderssprachige oder Staatsfremde.
Durch die Grenzbestimmungen des am 10. September 1919 abgeschlossenen Vertrages von Saint-Germain kam der Gerichtsbezirk Ronsperg vollständig zur neugegründeten Tschechoslowakei, wobei die Gerichtseinteilung bis 1938 im Wesentlichen bestehen blieb. Nach dem Münchner Abkommen war das Gebiet größtenteils ein Teil des neuen Landkreises Bischofteinitz im Reichsgau Sudetenland. Einige Gemeinden wie Grafenried und Mauthaus kamen allerdings (zunächst) zum Landkreis Markt Eisenstein, bevor sie zum 1. Juli 1940 in den Landkreis Waldmünchen umgegliedert wurden.
Nach dem Zweiten Weltkrieg wurde das Gebiet des Gerichtsbezirkes Ronsperg ein Teil des Okres Domažlice, zu dem es bis heute gehört. Nachdem die Bezirksbehörden im Zuge einer Verwaltungsreform 2003 ihre Verwaltungskompetenzen verloren, werden diese von den Gemeinden bzw. dem Plzeňský kraj wahrgenommen, zudem das Gebiet um Ronšperk/Poběžovice seit Beginn des 21. Jahrhunderts mit anderen Bezirken zusammengefasst wurde.

## Gerichtssprengel
Der Gerichtssprengel umfasste Ende 1914 die 24 Gemeinden Berg (Hora Svatého Václava), Frohnau (Vranov), Grafenried (Lučina), Hoslau (Hoslava), Kleinsemlowitz (Zámělíč), Linz (Mlýnec), Mauthaus (Mýtnice), Metzling (Meclov), Münchsdorf (Hvožďany), Natschetin (Načetín), Neid (Závist), Neugramatin (Nový Kramolín), Rindl (Korytany), Ronsperg (Ronšperk), Schilligkau (Šidlákov), Schüttwa (Šitboř), Schwarzach (Švarcava), Stockau (Pivoň), Trohatin (Drahotín), Waier (Rybník), Waldersgrün (Valtířov), Wilkenau (Vlkanov), Wonischen (Ohnišťovice) und Wottawa (Otov).